# Lega Nazionale A 1995-1996
L'edizione 1995-1996 della Lega Nazionale A vide la vittoria finale del Grasshopper Club Zürich.
Capocannoniere del torneo fu Viorel Moldovan (Neuchâtel Xamax) con 19 reti.
A partire da questa stagione, vengono assegnati tre punti a vittoria.

## Stagione

### Formula
Il campionato è diviso in due parti. La prima fase è stata gestita dalla LNA facendo disputare alle 12 squadre partecipanti un girone all'italiana di andata e ritorno.
Le prime otto squadre classificate si contendono successivamente la poule scudetto in un girone all'italiana di andata e ritorno. Alle ultime quattro si aggiungono le prime quattro classificate della Lega Nazionale B formando un ulteriore girone all'italiana di andata e ritorno.
Le prime quattro della "poule promozione-retrocessione" restano o vengono promosse in Lega Nazionale A.
A partire da questa stagione vengono assegnati tre punti a vittoria.

## Squadre partecipanti
| Club            | Stagione | Città     | Stadio               | Stagione precedente                    |
| --------------- | -------- | --------- | -------------------- | -------------------------------------- |
| Aarau           | dettagli | Aarau     | Stadion Brügglifeld  | 4º posto nella poule scudetto LNA      |
| Basilea         | dettagli | Basilea   | St. Jakob Stadium    | 7º posto nella poule scudetto LNA      |
| Grasshoppers    | dettagli | Zurigo    | Hardturm             | Campione di Svizzera                   |
| Losanna         | dettagli | Losanna   | Stade de la Pontaise | 8º posto nella poule scudetto LNA      |
| Lucerna         | dettagli | Lucerna   | Stadion Allmend      | 5º posto nella poule scudetto LNA      |
| Lugano          | dettagli | Lugano    | Stadio di Cornaredo  | 2º posto nella poule scudetto LNA      |
| Neuchâtel Xamax | dettagli | Neuchâtel | La Maladière         | 3º posto nella poule scudetto LNA      |
| San Gallo       | dettagli | San Gallo | Stadio Espenmoos     | 2º posto nella poule retrocessione LNA |
| Servette        | dettagli | Servette  | Charmilles Stadium   | 4º posto nella poule retrocessione LNA |
| Sion            | dettagli | Sion      | Stade Tourbillon     | 6º posto nella poule scudetto LNA      |
| Young Boys      | dettagli | Berna     | Stadio Wankdorf      | 1º posto nella poule retrocessione LNA |
| Zurigo          | dettagli | Zurigo    | Stadio Letzigrund    | 3º posto nella poule retrocessione LNA |

## Allenatori
I dati tengono conto della prima parte di stagione sommati al poule scudetto oppure della poule retrocessione (seconda parte di stagione).

### Allenatori e primatisti
| Squadra         | Allenatore                                             | Calciatore più presente                                                      | Cannoniere                                               |
| --------------- | ------------------------------------------------------ | ---------------------------------------------------------------------------- | -------------------------------------------------------- |
| Aarau           | Martin Trümpler                                        | Mirko Pavličević (35)                                                        | Ratinho, Adrian Allenspach (9)                           |
| Basilea         | Claude Andrey                                          | Stefan Huber (36)                                                            | Alexandre Rey (10)                                       |
| Grasshoppers    | Christian Gross                                        | Massimo Lombardo (34)                                                        | Alexandre Comisetti (8)                                  |
| Losanna         | Georges Bregy                                          | Martin Brunner, Stefan Rehn (36)                                             | Stefan Rehn, Souleyman Sané (9)                          |
| Lucerna         | Jean-Paul Brigger                                      | Herbert Baumann (36)                                                         | Petăr Aleksandrov (18)                                   |
| Lugano          | Roberto Morinini                                       | José E.Carrasco, René Morf (35)                                              | Tomislav Erceg (10)                                      |
| Neuchâtel Xamax | Gilbert Gress                                          | Patrick Isabella, Sébastien Jeanneret, Régis Rothenbühler, Martin Rueda (35) | Viorel Moldovan (19)                                     |
| San Gallo       | Uwe Rapolder (1ª-31ª) Roger Hegi (32ª-36ª)             | Heribert Koch, Simo Mouidi (36)                                              | Mamadou Diallo (7)                                       |
| Servette        | Bernard Challandes (1ª-14ª) Umberto Barberis (15ª-36ª) | Sébastien Barberis (35)                                                      | Oliver Neuville (15)                                     |
| Sion            | Michel Decastel                                        | Stephan Lehmann (34)                                                         | Christophe Bonvin, Antoine Kombouaré, Aurelio Vidmar (7) |
| Young Boys      | Jean-Marie Conz                                        | Bernard Pulver (36)                                                          | Mark Dittgen (13)                                        |
| Zurigo          | Raimondo Ponte                                         | Jörg Stiel (36)                                                              | Urs Güntensperger (12)                                   |

## Prima fase

### Classifica finale
|  | Pos. | Squadra         | Pt | G  | V  | N | P  | GF | GS | DR  |
|  | ---- | --------------- | -- | -- | -- | - | -- | -- | -- | --- |
|  | 1.   | Grasshoppers    | 43 | 22 | 13 | 4 | 5  | 38 | 22 | +16 |
|  | 2.   | Sion            | 42 | 22 | 13 | 3 | 6  | 37 | 28 | +9  |
|  | 3.   | Neuchâtel Xamax | 41 | 22 | 12 | 5 | 5  | 40 | 24 | +16 |
|  | 4.   | Lucerna         | 40 | 22 | 11 | 7 | 4  | 36 | 25 | +11 |
|  | 5.   | Basilea         | 30 | 22 | 9  | 3 | 10 | 34 | 35 | -1  |
|  | 6.   | Servette        | 28 | 22 | 7  | 7 | 8  | 28 | 28 | +0  |
|  | 7.   | Aarau           | 27 | 22 | 7  | 6 | 9  | 36 | 27 | +9  |
|  | 8.   | San Gallo       | 27 | 22 | 6  | 9 | 7  | 26 | 24 | +2  |
|  | 9.   | Losanna         | 27 | 22 | 6  | 9 | 7  | 25 | 25 | +0  |
|  | 10.  | Lugano          | 21 | 22 | 5  | 6 | 11 | 21 | 42 | -21 |
|  | 11.  | Zurigo          | 18 | 22 | 4  | 6 | 12 | 17 | 32 | -15 |
|  | 12.  | Young Boys      | 17 | 22 | 4  | 5 | 13 | 14 | 35 | -21 |

Legenda:
      Qualificato poule scudetto.
      Qualificato poule retrocessione.
Regolamento:
Tre punti a vittoria, uno a pareggio, zero a sconfitta.
Note:

### Risultati

#### Tabellone
| LNA 1995-1996   | AAR  | BAS  | GRA  | LOS  | LUC  | LUG  | NEU  | SG   | SER  | SIO  | YBO  | ZUR  |
| --------------- | ---- | ---- | ---- | ---- | ---- | ---- | ---- | ---- | ---- | ---- | ---- | ---- |
| Aarau           | –––– | 2-0  | 1-1  | 3-0  | 1-1  | 5-0  | 2-2  | 5-1  | 2-4  | 0-1  | 0-0  | 2-0  |
| Basilea         | 2-1  | –––– | 1-3  | 0-1  | 2-0  | 0-2  | 0-2  | 0-0  | 2-2  | 2-1  | 1-0  | 0-3  |
| Grasshopper     | 2-1  | 1-3  | –––– | 1-1  | 4-0  | 1-0  | 2-1  | 3-1  | 1-1  | 2-0  | 3-0  | 2-0  |
| Losanna         | 0-2  | 1-0  | 1-2  | –––– | 3-1  | 3-0  | 1-1  | 0-0  | 0-0  | 1-1  | 2-0  | 3-0  |
| Lucerna         | 3-0  | 3-1  | 2-0  | 1-1  | –––– | 1-1  | 3-2  | 1-1  | 2-1  | 3-2  | 3-1  | 1-0  |
| Lugano          | 2-0  | 0-1  | 1-1  | 1-1  | 1-1  | –––– | 0-3  | 1-1  | 0-2  | 1-3  | 2-0  | 1-1  |
| Neuchâtel Xamax | 3-2  | 1-0  | 2-1  | 4-2  | 1-1  | 4-0  | –––– | 3-0  | 1-0  | 3-0  | 0-1  | 0-2  |
| San Gallo       | 0-0  | 0-1  | 1-2  | 2-1  | 1-1  | 3-0  | 1-1  | –––– | 4-0  | 3-0  | 0-0  | 1-0  |
| Servette        | 2-1  | 2-1  | 2-0  | 1-1  | 1-0  | 2-3  | 3-0  | 2-2  | –––– | 0-1  | 0-0  | 0-0  |
| Sion            | 2-1  | 4-1  | 2-1  | 1-0  | 1-3  | 5-2  | 1-1  | 1-0  | 3-1  | –––– | 4-1  | 2-2  |
| Young Boys      | 0-4  | 1-4  | 0-1  | 1-1  | 0-4  | 3-1  | 1-2  | 2-0  | 1-2  | 0-1  | –––– | 2-0  |
| Zurigo          | 1-1  | 0-0  | 1-4  | 3-1  | 0-1  | 1-2  | 1-3  | 0-4  | 2-1  | 0-1  | 0-0  | –––– |

## Poule scudetto

### Classifica finale
|  | Pos. | Squadra         | Pt | PQ | G  | V | N | P | GF | GS | DR  |
|  | ---- | --------------- | -- | -- | -- | - | - | - | -- | -- | --- |
|  | 1.   | Grasshoppers    | 52 | 22 | 14 | 8 | 6 | 0 | 26 | 7  | +19 |
|  | 2.   | Sion            | 47 | 21 | 14 | 8 | 2 | 4 | 20 | 14 | +6  |
|  | 3.   | Neuchâtel Xamax | 43 | 21 | 14 | 5 | 7 | 2 | 21 | 16 | +5  |
|  | 4.   | Aarau           | 39 | 14 | 14 | 7 | 4 | 3 | 23 | 18 | +5  |
|  | 5.   | Lucerna         | 35 | 20 | 14 | 4 | 3 | 7 | 23 | 19 | +4  |
|  | 6.   | Basilea         | 28 | 15 | 14 | 3 | 4 | 7 | 11 | 20 | -9  |
|  | 7.   | Servette        | 25 | 14 | 14 | 2 | 5 | 7 | 18 | 25 | -7  |
|  | 8.   | San Gallo       | 23 | 14 | 14 | 2 | 3 | 9 | 11 | 34 | -23 |

Legenda:
      Campione di Svizzera  e qualificato al turno preliminare di UEFA Champions League 1996-1997.
      Qualificato al secondo turno preliminare di Coppa UEFA 1996-1997.
      Vincitore della Coppa di Svizzera 1995-1996 e qualificato al turno preliminare della Coppa delle Coppe 1996-1997.
Regolamento:
Tre punti a vittoria, uno a pareggio, zero a sconfitta..
Note:
La colonna PQ indica i punti conseguiti nel girone di qualificazione: sommati al totale la metà dei punti arrotondati per difetto.

### Risultati

#### Tabellone
| Poule scudetto 1995-1996 | AAR  | BAS  | GRA  | LUC  | NEU  | SG   | SER  | SIO  |
| ------------------------ | ---- | ---- | ---- | ---- | ---- | ---- | ---- | ---- |
| Aarau                    | –––– | 1-0  | 0-0  | 2-2  | 3-2  | 4-0  | 3-0  | 1-0  |
| Basilea                  | 1-3  | –––– | 0-2  | 1-0  | 1-2  | 1-1  | 2-0  | 2-0  |
| Grasshopper              | 0-0  | 3-0  | –––– | 2-1  | 3-3  | 3-0  | 2-0  | 3-0  |
| Lucerna                  | 4-0  | 1-1  | 1-2  | –––– | 0-1  | 5-0  | 2-1  | 2-3  |
| Neuchâtel Xamax          | 3-1  | 1-1  | 0-0  | 1-1  | –––– | 3-0  | 1-1  | 2-0  |
| San Gallo                | 3-4  | 3-0  | 0-4  | 1-0  | 0-0  | –––– | 0-0  | 0-4  |
| Servette                 | 1-1  | 1-1  | 2-2  | 3-4  | 4-1  | 3-2  | –––– | 0-1  |
| Sion                     | 2-0  | 2-0  | 0-0  | 1-0  | 1-1  | 3-1  | 3-2  | –––– |

## Poule retrocessione

### Classifica finale
|  | Pos. | Squadra              | Pt | G  | V  | N | P | GF | GS | DR  |
|  | ---- | -------------------- | -- | -- | -- | - | - | -- | -- | --- |
|  | 1.   | Young Boys (LNA)     | 33 | 14 | 10 | 3 | 1 | 28 | 13 | +15 |
|  | 2.   | Zurigo (LNA)         | 28 | 14 | 8  | 4 | 2 | 21 | 12 | +9  |
|  | 3.   | Losanna (LNA)        | 27 | 14 | 7  | 6 | 1 | 24 | 10 | +14 |
|  | 4.   | Lugano (LNA)         | 17 | 14 | 4  | 5 | 5 | 13 | 17 | -4  |
|  | 5.   | Yverdon (LNB)        | 13 | 14 | 3  | 4 | 7 | 16 | 22 | -6  |
|  | 6.   | Delémont (LNB)       | 13 | 14 | 3  | 4 | 7 | 17 | 26 | -9  |
|  | 7.   | Kriens (LNB)         | 11 | 14 | 2  | 5 | 7 | 14 | 22 | -8  |
|  | 8.   | Étoile Carouge (LNB) | 8  | 14 | 1  | 5 | 8 | 9  | 20 | -11 |

Legenda:
      Retrocesso o rimasto in Lega Nazionale B 1996-1997.
Regolamento:
Tre punti a vittoria, uno a pareggio, zero a sconfitta.
Note:

### Risultati

#### Tabellone
| Play-out 1995-1996 | DEL  | ÉTO  | KRI  | LOS  | LUG  | YBO  | YVE  | ZUR  |
| ------------------ | ---- | ---- | ---- | ---- | ---- | ---- | ---- | ---- |
| Delémont           | –––– | 1-1  | 3-2  | 1-1  | 1-0  | 1-1  | 1-3  | 0-1  |
| Étoile Carouge     | 4-2  | –––– | 1-2  | 1-1  | 0-0  | 0-4  | 0-0  | 0-1  |
| Kriens             | 4-1  | 0-0  | –––– | 0-5  | 0-1  | 1-3  | 2-2  | 0-1  |
| Losanna            | 2-0  | 1-0  | 0-0  | –––– | 3-0  | 1-1  | 1-0  | 2-0  |
| Lugano             | 2-1  | 1-0  | 0-0  | 3-3  | –––– | 0-0  | 2-1  | 0-2  |
| Young Boys         | 3-2  | 2-0  | 2-1  | 1-0  | 3-2  | –––– | 3-0  | 2-1  |
| Yverdon            | 1-2  | 3-2  | 1-1  | 1-2  | 2-1  | 0-2  | –––– | 1-2  |
| Zurigo             | 1-1  | 2-0  | 2-1  | 2-2  | 1-1  | 4-1  | 1-1  | –––– |